# 瑠川あつこ
瑠川 あつこ（るかわ あつこ、1975年1月13日 - ）は、日本の元女優。最終所属事務所はアプレ。2011年に芸能界を引退。

## 来歴・人物
1996年映画『Shall we ダンス?』でデビュー、翌年『ボディガード』でテレビ初出演。
以後、テレビ・映画・舞台などで活躍していた。
趣味：美術館巡り
資格：普通自動車免許・スキューバダイビング免許。
2009年より原宿に天然石ジュエリーショップの店舗を開設・経営を行っている。

## 出演

### 映画
- Shall we ダンス?（1996年、東宝）OL役
- ドルフィン・スルー(1998年、ケイエスエス）準ヒロイン
- 守ってあげたい!（2000年、ゼアリズエンタープライズ) 菅野美穂 姉役
- 八月の幻（2002年、ギャガ・コミュニケーションズ）
- ゴーストシステム(2002年)
- トマトジュース (短編・2004年）
- 白い鳥（短編・2004年）
- 求愛 (短編・2008年)

### テレビ

#### テレビドラマ
- 長渕剛主演 『ボディーガード』(1997年、テレビ朝日系）準レギュラー

- 『いとしの未来ちゃん』(1997年、テレビ朝日系）ゲスト出演

- 雛形あきこ主演 『仮面の女』（1998年、TBSテレビ) レギュラー

- 『六本木キャバクラ天使』（1999年、テレビ朝日系） - 準主演

- 堺雅人主演 『ア・オ・ゾ・ラ・マ・ー・ジ・ャ・ン』(1999年、日本テレビ系）レギュラー

- 小泉今日子主演 『恋愛結婚の法則』（1999年、フジテレビ 系）ゲスト出演

- 『千年王国III銃士ヴァニーナイツ』（1999年、テレビ朝日）

- 原田泰造主演 『編集王』（2000年、フジテレビ系）

- 浅野ゆう子主演  金曜エンタテイメント「お気らく主婦の大冒険・3」（2000年、フジテレビ系）

- 『百獣戦隊ガオレンジャー』（2001年、テレビ朝日系） ゲスト出演

- 浅野ゆう子主演 金曜エンタテイメント「お気らく主婦の大冒険・4」（2002年、フジテレビ系)

- 大竹しのぶ主演  月曜ミステリー劇場 / 見当たり捜査25時（2004年、TBS系）

- 水前寺清子主演 月曜ミステリー劇場 / 警察庁・内偵監察官 桜沢葵の事件簿（2005年、TBS系）

- 小池徹平主演 『シバトラ〜童顔刑事・柴田竹虎〜 スペシャル』(2009年、フジテレビ系)

- 星野真里主演 『SOIL ソイル』（2010年、WOWOW）準レギュラー

- 山本耕史主演 『死刑基準』(2011年、WOWOW）小澤征悦 妻役

#### バラエティー
- 日立 世界・ふしぎ発見! 「ジャンヌ・ダルク奇跡の伝説」編 ミステリーハンター（1999年、TBS系）

### オリジナルビデオ
- ウルトラマンネオス（2000年、バップ） - ヒロイン ナナ 役
- 陰陽師 妖魔討伐姫（2003年、エスピーオー） - 準主演 - 龍神梓 役
- オタスケガール（2003年、アミューズソフト販売） - さちほ 役

### 舞台
- 劇団方南ぐみ 『チャーリーにおまかせ!!』（1999年6月11日 - 20日、於：東京芸術劇場小ホール2）
- 角松敏生主演『REBIRTH』(2003年7月9日 - 15日、於：下北沢 本多劇場）ヒロイン
- ゆめごころ（2004年8月10日 - 15日、於：下北沢 OFF・OFFシアター）

### CM
- 明星食品 「明星一平ちゃん」（1997年）
- P&G　「薬用石鹸ミューズ」（1997年）
- コカ・コーラ（1999年）
- 高橋酒造 「白岳・しろ」　（2002年、監督：市川準）
- 明星食品 「明星一平ちゃん・夜店のやきそば」（2003年）
- エステー化学　「マイナスイオンプラグ/滝編・温泉編」（2003年）
- 青森銀行（2004年 - 2006年）
- NTT東日本　「みんなの光生活」（2007年）
- 大正製薬　「パブロンSゴールド」（2007年 - 2010年）

### 書籍
- Angelqui―瑠川あつこ写真集（2002年、ぶんか社 撮影:染瀬直人）

### パンフレット・ポスター
- コカ・コーラ「沖縄帰郷編」（1999年）
- コカ・コーラ「コカコーラ・ワールドカップ」（2002年）